# Numbered Air Force
Una Numbered Air Force (NAF), in italiano "forza aerea numerata", è un tipo di organizzazione adottato dalla United States Space Force e dalla United States Air Force (l'aeronautica militare statunitense) subordinato al Major Command (MAJCOM) che ha il compito di assegnare un numero ad unità operative come wing, squadron, e group. Un Component Numbered Air Force (C-NAF) ricopre inoltre il compito di Air Force Component Command (componente di comando della forza aerea) esercitando il comando e controllo dello spazio aereo delle forze armate di supporto a un Unified Combatant Command. A differenza dei MAJCOM, che ricoprono un ruolo di gestione delle risorse, una NAF è un'organizzazione tattica con obiettivo operativo e può non essere formata dallo stesso staff di una MAJCOM. Una NAF è normalmente posta sotto il comando di un major general (maggior generale) o un lieutenant general (tenente generale).
La convenzione di designazione delle Numbered Air Force prevede la scrittura in esteso del numero ordinale (naturalmente in lingua inglese) (ad esempio, l'Eighth Air Force invece di 8th Air Force), tuttavia il sistema di numerazione arabo viene utilizzato nelle abbreviazioni (ad esempio, 8 AF). Le unità direttamente subordinate ad una NAF sono generalmente indicate con il numero dell'unità stessa seguito da quello della NAF). Ad esempio, la 618th Air and Space Operations Center (Tanker Airlift Control Center) è un'unità subordinata alla Eighteenth Air Force.

## Storia

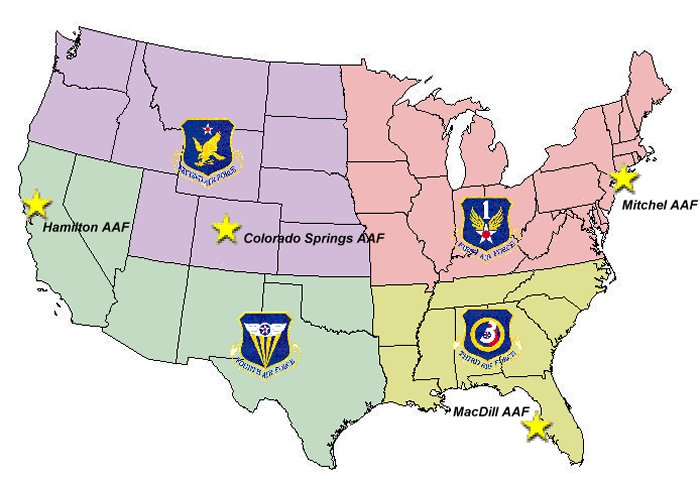
Distretti aerei e Numbered Air Force durante la seconda guerra mondiale.

Le Numbered Air Force vennero istituite come organizzazione nella United States Army Air Corps prima dell'inizio della seconda guerra mondiale. Le prime quattro NAF furono create come Northeast, Northwest, Southeast, and Southwest Air Districts (distretti aerei del nordest, nordovest, sudest e sudovest) il 19 ottobre 1940 con il compito di provvedere alla difesa aerea degli Stati Uniti continentali. Questi Air Districts furono in seguito ridesignati rispettivamente 1st, 2d, 3d e 4th Air Force (1ª, 2ª, 3ª e 4ª forza aerea) il 26 marzo 1941. La numerazione araba venne cambiata in First, Second, Third e Fourth Air Forces il 18 settembre 1942. Altre organizzazioni stabilite in questo periodo e confluite nelle NAF includono la Philippine Department Air Force (diventata Fifth Air Force), la Panama Canal Air Force (diventata Sixth Air Force), la Hawaiian Air Force (diventata Seventh Air Force), e la Alaskan Air Force (diventata Eleventh Air Force). Dopo il termine dalla seconda guerra mondiale l'United States Army continuò ad usare entrambe le designazioni, sia con il nome che numerate, per le proprie forze aeree. Mentre le forze aeree designate con il nome vennero utilizzate nei ruoli tattico e di supporto, le NAF erano generalmente impiegate solo in ruoli tattici.
Nell'ambito della ristrutturazione avviata nel marzo 1946, l'United States Army Air Forces venne riorganizzata in tre principali comandi operativi: lo Strategic Air Command (SAC), il Tactical Air Command (TAC) e l'Air Defense Command (ADC). Questi comandi continuavano ad operare replicando i profili di missione di combattimento aereo che si erano evolute durante la guerra, e ogni riferiva direttamente al generale Carl Spaatz, il Commanding General delle Army Air Forces. Le NAF vennero utilizzate come sede intermedia tra questi comandi e le wing e group operativi. Delle sedici NAF operative durante il secondo conflitto mondiale ne rimasero solo undici. Le Eighth (8 AF) e Fifteenth Air Forces (15 AF) vennero assegnate al SAC, le Third (3 AF), Ninth (9 AF), e Twelfth Air Forces (12 AF) al TAC e le First (1 AF), Second (2 AF), Fourth (4 AF), Tenth (10 AF), Eleventh (11 AF) e Fourteenth Air Forces (14 AF) furono assegnate all'ADC. La Second Air Force (2 AF) venne in seguito trasferita al SAC nel 1949. Le Numbered Air Force fungono da comando intermedio tra un Major Command, di livello più alto, e una divisione aerea. Dispongono sia di autorità a livello operativo che a livello amministrativo e, nonostante le variazioni e i cambi di nome, la loro numerazione globale è rimasta immutata durante tutta la guerra fredda.
Il ruolo delle NAF mutò durante gli anni novanta per effetto della riorganizzazione dell'USAF avviato dall'Air Force Chief of Staff generale Merrill McPeak. L'obiettivo della riorganizzazione fu quello di "razionalizzare, eliminare la stratificazione burocratica della forza aerea" appiattendo gli organigrammi, mentre, allo stesso tempo, "chiarire i ruoli e le responsabilità delle funzioni essenziali di supporto". Le NAF vennero riorganizzate assumendo la gestione esclusivamente tattica nelle operazioni ed eliminando il personale amministrativo. Questo ebbe l'effetto anche di ridurre il numero dei major command e di eliminare le air division (divisioni aeree) subordinando i comandi delle wing in condizioni operative direttamente otto il comando delle NAF.
Il ruolo delle NAF mutò nuovamente nel 2006 con l'introduzione del concetto di Component Air Force (C-NAF). Alcune NAF acquisirono compiti supplementari come Air Force Component Command esercitando il comando e controllo del territorio aereo e spaziale posto sopra un Unified Combatant Command. Le C-NAF assunsero quindi una seconda designazione atta ad identificare questo ruolo. Ad esempio la First Air Force, una NAF assegnata all'Air Combat Command, è designata Air Force Northern (AFNORTH) nel suo ruolo di componente aerea dello United States Northern Command. La maggior parte dei C-NAF ha un Air and Space Operations Center (AOC) che provvede al comando e controllo dello spazio aereo e suborbitale per supportare un comandante delle operazioni.

## Lista delle Numbered Air Force
La seguente tabella elenca tutte le NAF, sia attuali che storiche, della forza aerea statunitense, le loro designazioni C-NAF (se possibile), i loro attuali simboli e basi aeree ed il MAJCOM al quale sono attualmente assegnate. Si noti che le tradizioni militari di alcune NAF sono passate a organizzazioni non NAF (ad esempio la 15th Expeditionary Mobility Task Force continua il lignaggio della Fifteenth Air Force).
| Air Force                         | Simbolo | Base                                                     | Major Command | Note                                                                                                 |
| --------------------------------- | ------- | -------------------------------------------------------- | ------------- | --- |
| First Air Force (AFNORTH)         |         | Tyndall Air Force Base, Florida                          | ACC           | C-NAF a supporto dell'United States Northern Command (USNORTHCOM) e della Continental NORAD Region   |
| Second Air Force                  |         | Keesler Air Force Base, Mississippi, USA                 | AETC          | |
| Third Air Force (AFEUR)           |         | Ramstein Air Base, Germania                              | USAFE         | C-NAF a supporto dell'United States European Command e dell'United States African Command(USAFRICOM) |
| Fourth Air Force                  |         | March Air Reserve Base, California, USA                  | AFRC          | |
| Fifth Air Force                   |         | Yokota Air Base, Giappone                                | PACAF         | |
| Sixth Air Force                   |         |                                                          |               | Rinominata United States Air Forces Southern Command nel 1963. Sciolta nel 1976.                     |
| Seventh Air Force (AFKOR)         |         | Osan Air Base, Corea del Sud                             | PACAF         | C-NAF a supporto dell'United States Forces Korea (USFK)                                              |
| Eighth Air Force (AFSTRAT-GS)     |         | Barksdale Air Force Base, Louisiana                      | AFGSC         | C-NAF a supporto dell'United States Strategic Command (USSTRATCOM)                                   |
| Ninth Air Force                   |         | Shaw Air Force Base, Carolina del Sud                    | ACC           | C-NAF a supporto dell'United States Central Command (USCENTCOM)                                      |
| Tenth Air Force                   |         | Naval Air Station Joint Reserve Base, Fort Worth (Texas) | AFRC          | |
| Eleventh Air Force                |         | Elmendorf Air Force Base, Alaska                         | PACAF         | A supporto dell'Alaskan Command e dell'Alaska NORAD Region                                           |
| Twelfth Air Force (AFSOUTH)       |         | Davis-Monthan Air Force Base, Arizona                    | ACC           | C-NAF a supporto dell'United States Southern Command (USSOUTHCOM)                                    |
| Thirteenth Air Force (AFPAC)      |         | Hickam Air Force Base, Hawaii                            | PACAF         | C-NAF a supporto dell'United States Pacific Command (USPACOM)                                        |
| Fourteenth Air Force (AFSTRAT-SP) |         | Vandenberg Air Force Base, California                    | AFSPC         | C-NAF a supporto dell'United States Strategic Command (USSTRATCOM)                                   |
| Fifteenth Air Force               |         |                                                          |               | Rinominata 15th Expeditionary Mobility Task Force nel 2003.                                          |
| Sixteenth Air Force               |         |                                                          |               | Rinominata 16th Air Expeditionary Task Force nel 2006.                                               |
| Seventeenth Air Force (AFAFRICA)  |         | Ramstein Air Base, Germania                              | USAFE         | C-NAF a supporto dell'United States Africa Command (USAFRICOM). Sciolta nel 2012.                    |
| Eighteenth Air Force (AFTRANS)    |         | Scott Air Force Base, Illinois                           | AMC           | C-NAF a supporto dell'United States Transportation Command (USTRANSCOM)                              |
| Nineteenth Air Force              |         | Randolph Air Force Base, Texas                           | AETC          | |
| Twentieth Air Force               |         | F.E. Warren Air Force Base, Wyoming                      | AFGSC         | |
| Twenty-First Air Force            |         |                                                          |               | Rinominata 21st Expeditionary Mobility Task Force nel 2003.                                          |
| Twenty-Second Air Force           |         | Dobbins Air Reserve Base, Georgia                        | AFRC          | |
| Twenty-Third Air Force (AFSOF)    |         | Hurlburt Field, Florida                                  | AFSOC         | C-NAF a supporto dell'United States Special Operations Command (USSOCOM)                             |
| Twenty-Fourth Air Force (AFCYBER) |         | Lackland Air Force Base, Texas                           | AFSPC         | C-NAF a supporto dell'United States Strategic Command (USSTRATCOM)                                   |

## Lista delle Named Air Force
Una Named Air Force (in italiano "forza aerea nominata") opera allo stesso livello di una Numbered Air Force, molte delle quali erano in origine proprio della Named Air Force. La prima forza aerea nominata dell'USAAF, la General Headquarters Air Force, divenne operativa nel 1935 e cambiò nome in Air Force Combat Command nel 1941.
Nuove Named Air Force nacquero nella seconda guerra mondiale inquadrate in comandi operativi o di supporto. L'Air Forces Iceland e le Central, Eastern, Japan e la Western Air Defense Force ebbero compiti di difesa dello spazio aereo di loro competenza; l'USAF Special Operations Force controllava le operazioni delle forze speciali mentre le Crew, Flying e Technical Training Air Force servirono sotto l'Air Training Command. La Pacific Air Force/FEAF (Rear) si occupò invece delle operazioni e del supporto richiesto dalle unità stanziate nel sud-est asiatico e nel Pacifico. All'Air Materiel Force, suddivisa in una "European Area" e in una "Pacific Area", spettavano invece compiti di logistica.
L'United States Air Forces Central, esistente a tutto il 2011, garantisce il supporto aereo contro la guerra al terrorismo.
| Air Force                         | Simbolo | Base                                      | Major Command               | Note |
| --------------------------------- | ------- | ----------------------------------------- | --------------------------- | --- |
| Air Forces Iceland                |         | Naval Air Station Keflavik, Islanda       | USAFE                       | Nata nel 1952, rinominata 85th Wing nel 1994 e 85th Group nel 1995, sciolto poi nel 2006. Competente per la difesa aerea dell'Islanda e dell'Atlantico settentrionale. |
| Air Materiel Force, European Area |         | Châteauroux-Déols Air Base, Francia       | Air Force Logistics Command | Fu la principale unità in Europa addetta alla logistica dal 1954 al 1962. |
| Air Materiel Force, Pacific Area  |         | Tachikawa Air Base, Giappone              | Air Force Logistics Command | Creata nel 1944, fu, fino al 1962, data del suo scioglimento, la principale unità nel Pacifico addetta alla logistica. |
| Aviation Engineer Force           |         | Wolters Air Force Base, Texas             | Continental Air Command     | Attiva dal 1951 al 1956 con l'USAF, controllò i reparti di ingegneri dell'United States Army. |
| Central Air Defense Force         |         | Richards-Gebaur Air Force Base (Missouri) | Air Defense Command         | Addetta nel periodo 1951-1960 alla sorveglianza radar e al comando delle forze di intercettazione negli Stati Uniti centrali. |
| Crew Training Air Force           |         | Randolph Air Force Base (Texas)           | Air Training Command        | Fornì l'addestramento al personale di volo dal 1952 al 1957. |
| Eastern Air Defense Force         |         | Stewart Air Force Base, New York          | Air Defense Command         | Addetta nel periodo 1949-1960 alla sorveglianza radar e al comando delle forze di intercettazione negli Stati Uniti orientali. |
| Flying Training Air Force         |         | Randolph Air Force Base (Texas)           | Air Training Command        | Provided flying training for combat crews and flying training leading to an aeronautical rating, 1951-1958. |
| Japan Air Defense Force           |         | Nagoya Air Base, Giappone                 | Far East Air Force          | Costituita nel 1952 a rimpiazzo della 314th Air Division. Sciolta nel 1954. |
| Pacific Air Force/FEAF (Rear)     |         | Hickam Air Force Base, Hawaii             | Far East Air Force          | Nata per controllare le operazioni USAF nell'area del pacifico e del sud-est asiatico durante il trasferimento delle unità dal Giappone alle Hawaii, 1954-1957. |
| Technical Training Air Force      |         | Randolph Air Force Base (Texas)           | Air Training Command        | Fornì l'addestramento di base, tecnico e specializzato per gli ufficiali dal 1951 al 1958. |
| USAF Special Operations Force     |         | Eglin Air Force Base, Florida             | Tactical Air Command        | Quando l'USAF Special Air Warfare Center diventò troppo grande da gestire venne, nel 1962, rinominato in questa forza aerea nominata, attiva fino al 1974. |
| Western Air Defense Force         |         | Hamilton Air Force Base, California       | Air Defense Command         | Addetta nel periodo 1951-1960 alla sorveglianza radar e al comando delle forze di intercettazione negli Stati Uniti occidentali. |
| United States Air Forces Central  |         | Shaw Air Force Base, Carolina del Sud     | Air Combat Command          | Istituita nel 1983 come componente aerea dell'United States Central Command. Responsabile delle operazioni aeree, sia decise unilateralmente che di concerto con altri paesi, e dello sviluppo di un contingency plans in support of national objectives for USCENTCOM's 20-nation area of responsibility in Southwest Asia. |